# Subhash Ghai
Subhash Ghai est un réalisateur, scénariste, producteur, monteur et acteur né le 24 janvier 1945 à Nagpur (Inde). Il a notamment réalisé les films Khal Nayak (1993), Pardes (1997) et Taal (1999).

## Filmographie

### Réalisateur
- 1976 : Kalicharan, réalisateur
- 1978 : Vishwanath, réalisateur et scénariste
- 1979 : Gautam Govinda, réalisateur
- 1980 : Karz avec Rishi Kapoor, Tina Munim et Simi Garewal, réalisateur
- 1981 : Krodhi avec Dharmendra, Shashi Kapoor et Zeenat Aman, réalisateur
- 1982 : Vidhaata avec Dilip Kumar, Sanjay Dutt et Padmini Kolhapure, réalisateur
- 1983 : Hero, réalisateur, scénariste et producteur
- 1985 : Meri Jung avec Girish Karnad, Beena Banerjee et Nutan Behl, réalisateur
- 1986 : Karma avec Dilip Kumar, Anupam Kher et Tom Alter, réalisateur, scénariste et producteur
- 1989 : Ram Lakhan avec Raakhee, Jackie Shroff, Anil Kapoor et Madhuri Dixit, réalisateur, scénariste et producteur
- 1991 : Saudagar, avec Dilip Kumar et Raaj Kumar, réalisateur, scénariste et producteur
- 1993 : Khal Nayak, avec Sanjay Dutt, Madhuri Dixit et Jackie Shroff, réalisateur, scénariste et producteur
- 1997 : Pardes avec Shahrukh Khan, Amrish Puri et Mahima Chaudhry, réalisateur, scénariste et producteur
- 1999 : Taal avec Anil Kapoor, Akshaye Khanna et Aishwarya Rai, réalisateur, monteur, scénariste et producteur
- 2001 : Yaadein avec Jackie Shroff, Hrithik Roshan, Kareena Kapoor et Amrish Puri, réalisateur, monteur, scénariste et producteur
- 2005 : Kisna: The Warrior Poet avec Vivek Oberoi et Antonia Bernath, réalisateur, scénariste et producteur
- 2008 : Yuvvraaj avec Salman Khan, Boman Irani et Anil Kapoor, réalisateur et scénariste
- 2008 : Black & White avec Anil Kapoor, Anurag Sinha et Shefali Shetty, réalisateur et scénariste

### Scénariste ou producteur
- 1976 : Khaan Dost de Dulal Guha avec Raj Kapoor, scénariste
- 1995 : Trimurti de Mukul Anand, producteur
- 2001 : Rahul de Prakash Jha, producteur
- 2003 : Joggers' Park de Anant Balani, scénariste et producteur
- 2004 : Aitraaz de Abbas et Mastan Alibhai Burmawalla avec Akshay Kumar, Kareena Kapoor, Priyanka Chopra et Amrish Puri, producteur
- 2005 : Iqbal de Nagesh Kukunoor avec Naseeruddin Shah, Girish Karnad et Shreyas Talpade, producteur
- 2006 : Shaadi Se Pehle de Satish Kaushik avec Akshaye Khanna et Ayesha Takia, producteur exécutif
- 2005 : 36 China Town de Abbas Alibhai Burmawalla et Mastan Alibhai Burmawalla avec Kareena Kapoor et Shahid Kapoor, producteur
- 2009 : Paying Guests de Paritosh Painter, producteur

### Acteur
- 1967 : Taqdeer de A. Salaam
- 1969 : Aradhana de Shakti Samanta
- 1970 : Umang de Atma Ram
- 1973 : Dhamkee de Kalpataru
- 1976 : Khaan Dost de Dulal Guha - Apparition
- 1983 : Hero - Apparition (l'homme qui chante « Ding Dong »)
- 1986 : Karma - Apparition (l'homme avec une bicyclette sur l'épaule)
- 1989 : Ram Lakhan - Apparition (l'homme qui chante sur une moto)
- 1993 : Khal Nayak - Apparition
- 1997 : Pardes - Apparition (l'homme qui chante sur un bateau)
- 1999 : Taal - Apparition (un homme au marché)
- 2001 : Yaadein - Apparition